# 列支敦士登内阁
列支敦士登内阁（英語：Cabinet of Liechtenstein）是列支敦士登親王國的首要行政部分，现任内阁自2021年3月25日起宣誓就职。根据《列支敦士登親王國憲法》的规定，内阁由1名首相和4名部长构成。首相及其他部长应由親王根据议会的建议来提名并最终需要获得议会批准方可履职；同时还应根据议会的提议而由親王任命一位部长为副首相。如果某位部长失去親王或议会的信任，则应由親王与议会达成共同协议后将其解职；在新的部长被任命前，由部长候选人暂代其职务。

## 現任內閣
| 職位                        | 職位                   | 上任日期      | 離任日期 | 所屬政黨 | 所屬政黨   |
| --------------------------- | ---------------------- | ------------- | -------- | -------- | ---------- |
| 首相 財政部長               | 丹尼爾·里施            | 2021年3月25日 | 在職     |          | 愛國聯盟   |
| 副首相 內政、經濟和環境部長 | 薩賓·莫納尼            | 2021年3月25日 | 在職     |          | 進步公民黨 |
| 社會事務和文化部長          | 多米尼克·哈斯勒        | 2021年3月25日 | 在職     |          | 進步公民黨 |
| 外交、教育和體育部長        | 曼努埃爾·弗里克        | 2021年3月25日 | 在職     |          | 愛國聯盟   |
| 基礎設施和司法部長          | 格拉齊拉·莫洛克·瓦赫特 | 2021年3月25日 | 在職     |          | 愛國聯盟   |